# GSG Berlin
Die GSG Berlin (ehemals: Gewerbesiedlungs-Gesellschaft) ist eine Immobiliengesellschaft mit Sitz in Berlin. Mit rund 1 Mio. m² an über 40 Standorten gehört die GSG Berlin zu den größeren Anbietern von Büro- und Gewerbeflächen in Berlin. Der Immobilienbestand setzt sich aus Gewerbehöfen in klassischer Industriearchitektur und Mitte der 1990er Jahre errichteten Gewerbeparks zusammen. Weitere Unternehmensschwerpunkte liegen im Asset Management, in der Projektentwicklung und dem Ausbau regenerativer Energien.
Das Unternehmen wurde 1965 durch das Land Berlin, die Berliner Handwerkskammer und die IHK gegründet. Seit 2014 gehört die GSG Berlin mehrheitlich zur CPI Property Group.

## Geschichte
1965 gründeten der Berliner Senat, die Industrie- und Handelskammer zu Berlin und die Handwerkskammer Berlin die Gewerbesiedlungs-Gesellschaft (GSG Berlin). Deren Aufgabe sollte es sein, insbesondere kleine und mittelständische Unternehmen zu fördern und ihnen günstigen Gewerberaum zur Verfügung zu stellen. Hintergrund war, dass nach dem Mauerbau viele Unternehmen Westberlin verließen. Andererseits war es für kleinere Unternehmen schwierig, Gewerberäume zu finden. Die GSG sollte deshalb leerstehende Gewerbeflächen sanieren und Mietinteressenten zur Verfügung stellen.
Den ersten Gewerbehof erwarb die GSG Berlin in der Blücherstraße in Berlin-Kreuzberg im Jahr 1966. In den folgenden Jahren kamen  weitere Gewerbehöfe dazu, von denen viele aus der Gründerzeit stammten. In den 1980er Jahren wurden viele der Gewerbehöfe saniert und konnten so teilweise vor dem  Abriss bewahrt werden. Zu den von der GSG sanierten Immobilien gehören u. a. die Gebauer Höfe und die Gebäude der Königlichen Porzellan-Manufaktur Berlin. Die GSG erhielt für diese Maßnahmen erhebliche öffentliche Zuschüsse. Allein 580 Millionen Mark Bundes- und Landesgelder bekam die GSG im Rahmen der regionalen Wirtschaftsförderung, weitere 86 Millionen Mark kamen aus Brüssel. Die GSG musste diese Mittel über niedrige Mieten an die Gewerbemieter weitergeben.
Am 10. Oktober 1994 erfolgte die Grundsteinlegung für den ersten econopark in Berlin-Pankow. Der  Gewerbepark in Pankow wurde mit Mitteln der Gemeinschaftsaufgabe Verbesserung der regionalen Wirtschaftsstruktur (GA) kofinanziert. Weitere econoparks folgten in den Berliner Bezirken Tempelhof-Schöneberg, Marzahn-Hellersdorf und Lichtenberg.
Das Land Berlin verkaufte 2001 rd. 95 % der Anteile an der GSG an eine Tochtergesellschaft der damals zur Landesbank Berlin gehörende Investitionsbank Berlin (IBB). Die IBB wurde 2004 aus der Landesbank herausgelöst und eine eigenständige Anstalt öffentlichen Rechts. Im Jahr 2007 beschloss der Berliner Senat unter Federführung des damaligen Wirtschaftssenators Harald Wolf (Die Linke) den Verkauf der GSG-Anteile der IBB. Die Anteile übernahm die Orco Property Group. Hintergrund des Verkaufs war neben dem Finanzbedarf des Landes Berlin, dass inzwischen eine Entspannung im Markt für Gewerbeflächen eingetreten war. Die GSG hatte zu diesem Zeitpunkt einen Leerstandsquote von 30 %. Damit die GSG in den vergangenen Jahren zugeflossene Fördermittel des Bundes nicht zurückzahlen musste, wurde eine neue Trägerstruktur eingeführt, die die Verwaltung und Kontrolle der Fördermittel einerseits vom Betrieb der Objekte andererseits trennt. Mit dieser Konstruktion wurde sichergestellt, dass Fördermittel des Bundes in Höhe von rund 340 Mio. € nicht zurückgezahlt werden mussten. Die Förderbedingungen mussten aber weiterhin eingehalten werden.
Im Jahr 2014 übernahm die CPI Property Group mehrheitlich die GSG.
Anfang 2018 erfolgte die Übernahme der ARMO Verwaltungsgesellschaft mbH und deren Gewerbeimmobilienportfolio.

## Standorte
Die GSG Berlin verfügt über mehr als 40 Standorte und vermietet an rund 2.000 Unternehmen aus den Bereichen Dienstleistung, Informations- und Kommunikationstechnologien, Kreativwirtschaft, Handwerk, Produktions- und Kleinindustrie Büro- und Gewerberaum. Das Portfolio besteht aus ca. 1 Mio. m² vermietbarer Fläche.

## Energiekonzept
Einer der Schwerpunkte der Arbeit der GSG Berlin ist der Ausbau regenerativer Technologien im eigenen Portfolio. Die Energiemanagement-Strategie basiert auf drei Säulen: Photovoltaikanlagen, Blockheizkraftwerken und Ladesäulen für Elektrofahrzeuge.
2014/2015 hat die GSG Berlin auf 140 Dächern von 28 Berliner Gewerbehöfen Solarmodule installiert.
Mit einer aktuellen Gesamtfläche der Photovoltaikanlage von insgesamt 39.300 Quadratmetern ist es die größte Photovoltaikanlage in Berlin. Die Anlage erzeugt jährlich rund 5 Mio. kWh Strom und leistet damit einen Beitrag bei der Realisierung des Berliner Ziels bis 2045 klimaneutral zu sein. Insgesamt werden durch die Photovoltaikanlage jährlich rund 2.000 Tonnen CO2 eingespart.